# ゲンバラ

ロゴ。

ゲンバラ（GEMBALLA Automobiltechnik GmbH ）は、1979年に設立されたドイツのチューニングメーカー。RUFオートモービル、9ffとともにポルシェのチューニングを得意とする。 2010年に破産申告し、同年に新生ゲンバラとして復活している。

## 略歴
- 1972年 - ウーヴェ・ゲンバラ（Uwe Gemballa ）がドイツ・シュトゥットガルト近郊で創業。
- 1981年 - ポルシェ・911・924・928のオリジナルコンプリートカーを製作・販売する。
- 1992年 - 「928GTSエボリューション」を日本へ納車。当時の代理店は"GEMBALLA FAR EAST"。
- 1994年 - ポルシェ993ターボをベースとしたコンプリートカー「ル・マン・ビターボ」（Le man's BITURBO ）を発表、ドイツ・ニュルブルクリンク（北コース）にて7分52秒のラップタイムを記録。
- 2000年 - ゲンバラ・ジャパン設立。神奈川県相模原市矢部3丁目にショールーム設置。
- 2001年 - ポルシェ996GT3をベースとしたコンプリートカー"ビターボGTR600"を発表、ニュルブルクリンク（北コース）にて7分44秒台のラップタイムを記録。
- 2003年 - ドイツ・レオンベルク郊外に新工場設置。ゲーム「首都高バトル01」にマシンデータ協力。東京モーターショーカロッツェリア部門に出展。
- 2004年 - ゲーム「湾岸ミッドナイト MAXIMUM TUNE」にマシンデータ協力。
- 2005年 - チームゲンバラ、スーパー耐久にGT3で参戦。
- 2006年 - 1980年代のアバランシェ・ミラージュ（25台限定）が最新モデルで復活
- 2006年 - 同年　(株)ゲンバラジャパンが系列会社と共に倒産。
- 2006年 - 新法人ゲンバラオートモービルジャパン株式会社が日本正規輸入元となる。
- 2008年 - AVALANCHE・MIRAGE GTがレッド・ドット・デザイン賞を受賞
- 2009年 - 約20年ぶりにPORSCHE社以外でENZO FERRARIをベースとしたコンプリートモデル「GEMBALLA MIG-U1」を発表。[1]
- 2010年 - 10月に創立者ウーヴェ・ゲンバラが殺害され、南アフリカで遺体で発見される。
- 2011年 - Gemballa夫人がゲンバラ（本国）をスポンサーであった法人に売却し設立している。
- 2011年 - 同年、(株)ゲンバラオートモービルジャパンが日本正規代理店を放棄と同時に日本でGEMBALLA製品を扱う代理店が消滅。

## 主なオリジナルコンプリートカー
| エクステリア | シリーズ名 | ベースモデル                | 概要 |
| ------------ | ---------- | --------------------------- | ---- |
|              | MIRAGE GT  | ポルシェ・カレラGTベース    |      |
|              | TORNEDO    | ポルシェ・957カイエンベース |      |

- EXTREMO（ポルシェ993ターボベース）
- ビターボGTR500（ポルシェ・996カレラベース）
- ポルシェ・996GT3RSゲンバラスペシャル
- R-SHAPE III290（ポルシェ・ボクスターベース）
- ビターボRV-GTR600（ポルシェ・カイエンベース）
- 928GTSエボリューション（ポルシェ・928GTSベース）
- AVALANCHE（ポルシェ・997ターボベース）

## 公式サイト
- Gemballa(Deuschland)
- Gemballa(UK)